# Jean Schrijvers
Joannes Hubertus Bernardus (Jean) Schrijvers (Wijlre, 10 april 1889 – Helvoirt, 13 september 1978) was een Nederlands organist en componist.

## Biografie
Hij was zoon van Maria Josephina Weerts en Jan Willem Schrijvers. Hijzelf bleef vermoedelijk ongehuwd.
Zijn opleiding genoot hij aan de Kerkmuziekschool in Aken (Gregoriushaus). Tijdens die studie bespeelde hij al het orgel van de Sint-Marttinuskerk in Welten. Er volgde een periode toen hij organist was bij Kapel in 't Zand in Roermond, alwaar hij ook onder Henri Tijssen tweede dirigent was van het plaatselijk mannenkoor. In Amsterdam volgden nog lessen bij Sem Dresden (compositieleer en contrapunt), Caecilianus Huigens (Gregoriaans), Evert Cornelis (piano), Theo van der Bijl en Hubert Cuypers. Hij was ook enige tijd docent aan de Toonkunst-Muziekschool in Laren (Noord-Holland).
Schrijvers werd voornamelijk bekend in Noord-Brabant en Limburg. Hij componeerde missen en kerstliederen. Zijn Ave Maria werd op plaat vastgelegd; zijn Te Deum (mannenkoor en orkest) kreeg enkele uitvoeringen.
Voorts was hij als organist verbonden aan de Mozes en Aäronkerk in Amsterdam (1919-1927) en een kerk in Vught.
In 1967 vertrok hij vanuit Amsterdam, waar hij sinds 1919 woonde, naar Helvoirt, alwaar hij bij de broeders van Johannes de Deo ging wonen.
- Nationale Bibliotheek van Tsjechië: xx0154453
- Virtual International Authority File: 260379798